# كليات العلوم التطبيقية في سلطنة عمان
تشرف وزارة التعليم العالي من خلال المديرية العامة على ستة كليات علوم تطبيقية متنوعة التخصصات والمجالات موزعة على عدد من مناطق السلطنة في كل من: صلالة ، الرستاق ، صحار ، صور ، عبري ونزوى.
وقد تم إنشاء هذه الكليات في بداية الأمر كليات متوسطة للمعلمين تمنح درجة الدبلوم في التربية وكانت تتبع وزارة التربية والتعليم، وبموجب المرسوم السلطاني رقم (42/95) تم نقل تبعية هذه الكليات من وزارة التربية والتعليم إلى وزارة التعليم العالي وتحويلها إلى كليات التربية تمنح درجة البكالوريوس في التربية.
وفي عام 2007 م تم اعتماد تحويل خمس كليات تربوية إلى كليات علوم تطبيقية والإبقاء على كلية التربية بالرستاق إلى أن تم تغيير مسماها إلى كلية للعلوم التطبيقية وذلك بموجب القرار الوزاري رقم (88/2008).وفي عام 2017م تم إرجاع كلية العلوم التطبيقية بالرستاق إلى مسماها السابق ، كلية التربية بالرستاق وذلك بموجب القرار الوزاري رقم (2017/66)
وفي عام 2020 تم دمج كليات العلوم التطيبقية الست وكليات التقنية وكلية التقنية العليا في مسمى جامعة التقنية والعلوم التطبيقية بموجب المرسوم السلطاني رقم (76/2020) 

## الكليات
- كلية العلوم التطبيقية بصور
- كلية العلوم التطبيقية بصحار نسخة محفوظة 21 يوليو 2017 على موقع واي باك مشين.
- كلية العلوم التطبيقية بصلالة
- كلية العلوم التطبيقية بعبري
- كلية التربية بالرستاق
- كلية العلوم التطبيقية بنزوى
- كلية التقنية العليا
- كلية التقنية بالمصنعة
- كلية التقنية بإبراء
- كلية التقنية بصلالة
- كلية التقنية بنزوى
- كلية التقنية بعبري نسخة محفوظة 15 أكتوبر 2017 على موقع واي باك مشين.
- كلية التقنية بشناص

## التخصصات والبرامج
- برنامج التصميم
- برنامج تقنية المعلومات
- برنامج إدارة الأعمال الدولية
- برنامج التقنية الحيوية التطبيقية
- برنامج دراسات الاتصال
- برنامج الهندسة
- برنامج اللغة الإنجليزية